# Degüello (álbum)
Degüello es el sexto álbum de estudio de la banda estadounidense de blues rock ZZ Top, publicado en 1979 por su nuevo sello discográfico, Warner Bros. El título es un término en español que literalmente significa cortar el cuello y fue puesta en práctica en la Batalla de El Álamo en Texas en 1836. Al momento de su publicación recibió buenas críticas por parte de la prensa especializada, incluso el sitio Allmusic lo consideró como su mejor álbum desde Tres Hombres de 1973.
Cabe señalar que el disco cuenta con dos versiones; «I Thank You» original de la banda de música soul Sam & Dave y «Dusty My Broom» perteneciente al fallecido guitarrista Elmore James.

## Recepción comercial y promoción
A pesar de las positivas reseñas que recibió el álbum, solo alcanzó el puesto 24 en los Estados Unidos. Aun así, en 1984 recibió disco de platino por parte de la Recording Industry Association of America, tras superar el millón de copias vendidas en su propio país. Para promocionarlo se publicaron dos canciones como sencillos; «I Thank You» y «Cheap Sunglasses» que lograron los lugares 34 y 89 respectivamente en los Estados Unidos.

## Lista de canciones
Todas las canciones escritas por Billy Gibbons, Dusty Hill y Frank Beard, a menos que se indique lo contrario.

| N.º | Título                      | Escritor(es)              | Duración |  |
| 1.  | «I Thank You»               | Isaac Hayes, David Porter | 3:23     |  |
| 2.  | «She Loves My Automobile»   |                           | 2:24     |  |
| 3.  | «I'm Bad, I'm Nationwide»   |                           | 4:46     |  |
| 4.  | «A Fool for Your Stockings» |                           | 4:15     |  |
| 5.  | «Manic Mechanic»            |                           | 2:37     |  |
| 6.  | «Dust My Broom»             | Robert Johnson            | 3:06     |  |
| 7.  | «Lowdown in the Street»     |                           | 2:49     |  |
| 8.  | «Hi Fi Mama»                |                           | 2:23     |  |
| 9.  | «Cheap Sunglasses»          |                           | 4:48     |  |
| 10. | «Esther Be the One»         |                           | 3:31     |  |

## Músicos
- Billy Gibbons: voz y guitarra eléctrica
- Dusty Hill: bajo, coros y voz principal en «Hi Fi Mama»
- Frank Beard: batería y percusión.